# Камутаев, Марат Магомедович
Марат Магомедович Камутаев (1982, с. Цуликана, Акушинский район, Дагестанская АССР, РСФСР, СССР) — российский спортсмен, специализируется по ушу и кунг-фу, чемпион России, призёр Кубка мира по ушу, чемпион России и мира по кунг-фу.

## Биография
Ушу-саньда начал заниматься в 2000 году в Махачкале. Выступал под руководством Магомедэмина Гаджиева и Абдуллы Магомедова в спортивном клубе «Аманат». Является двукратным чемпионом России, двукратным призёром Кубка мира по ушу. Также является двукратным чемпионом России и чемпионом мира по кунг-фу. 22 августа 2009 года провёл два профессиональных боя, оба выиграл. В марте 2011 года одержал победу на 9-м гонконгском международном фестивале по ушу за титул Короля-саньда.

## Спортивные достижения
- Чемпионат России по ушу 2006 — ;
- Кубок мира по ушу 2006 — ;
- Чемпионат России по ушу 2007 — ;
- Кубок мира по ушу 2008 — ;

## Личная жизнь
В 1999 году окончил среднюю школу в селе Балхар Акушинского района. По национальности — лакец. Старший брат — Тимур, также мастер по ушу.